# غاري بارتليت
غاري بارتليت (3 فبراير 1941 في نيوزيلندا - ) (بالإنجليزية: Gary Bartlett)‏ هو لاعب كريكت نيوزلندي. شارك مع منتخب نيوزيلندا الوطني للكريكت.

## وصلات خارجية
- غاري بارتليت على موقع إي آس بي آن كريك إنفو (الإنجليزية)